# Tombe du Soldat inconnu (Portugal)
La tombe du soldat inconnu du Portugal se situe au Monastère de Batalha, dans la salle du Chapitre. Dans ce lieu reposent deux soldats inconnus gardés par des militaires.

## Historique

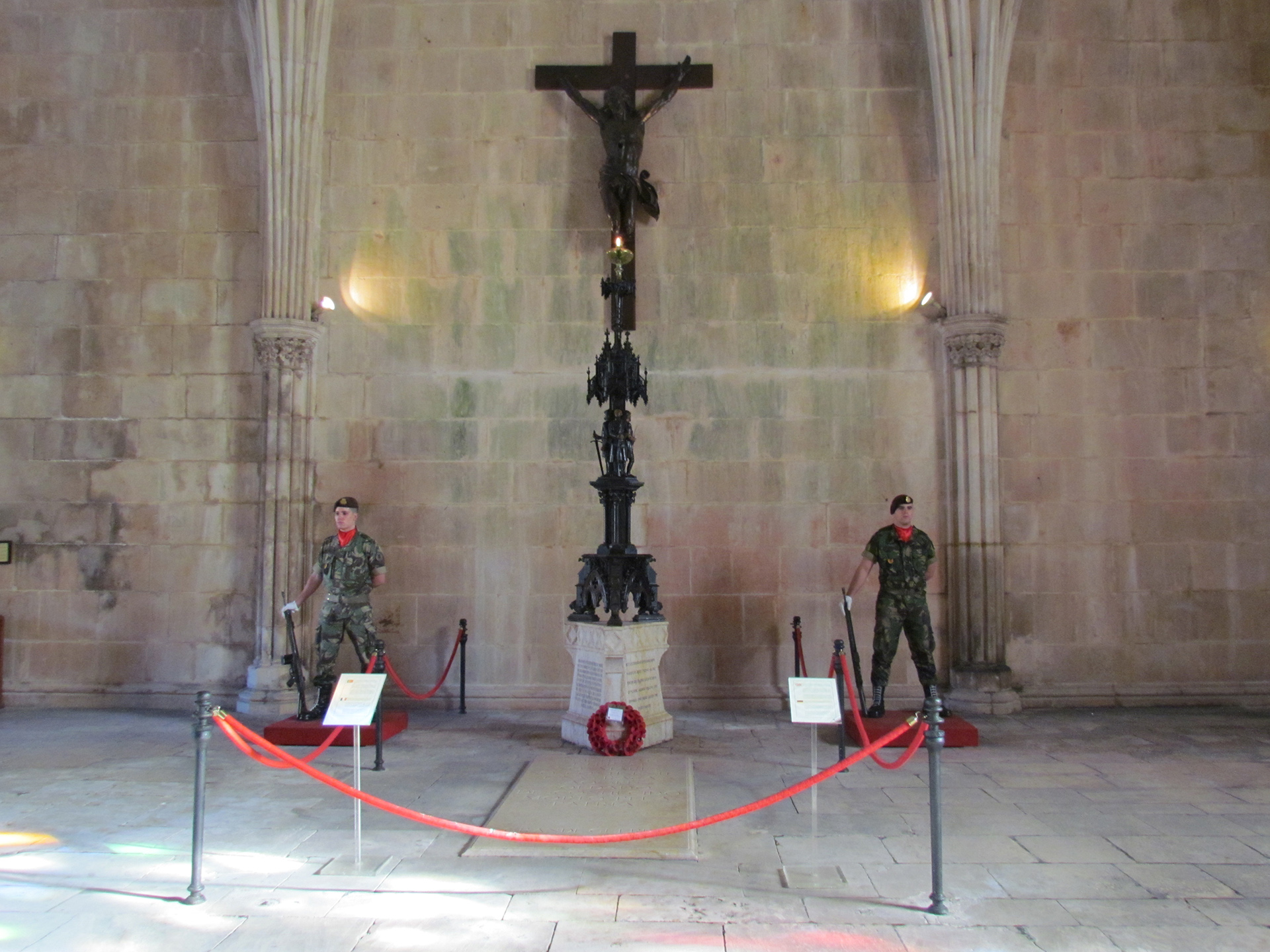
Monastère de Batalha, salle capitulaire, tombe des Soldats inconnus

Le Monastère de Batalha commémore en lui-même la victoire des Portugais sur les Castillans à la Bataille d’Aljubarrota. C’est dans le Cloître du roi Jean Ier du Portugal que se trouve la salle capitulaire abritant les tombeaux.
Les corps de ces deux soldats inconnus furent apportés de deux pays différents :
- en 1921 : le corps d'un soldat inconnu, mort au cours de la Première Guerre mondiale, fut rapporté de France. Dans la salle capitulaire, a été accroché Le Christ des Tranchées, seul vestige intact d'un calvaire situé à Neuve-Chapelle. Il fut donné par la France au Portugal en 1958.

- Un second corps de soldat inconnu fut ramené du Mozambique[1].

La « Flamme de la Patrie » brûle  continuellement grâce à de l’huile votive venant d’oliviers portugais.